# Gunung Sawa Geunie
Gunung Sawa Geunie är en kulle i Indonesien.   Den ligger i provinsen Aceh, i den västra delen av landet, 1 700 km nordväst om huvudstaden Jakarta. Toppen på Gunung Sawa Geunie är 90 meter över havet.
Terrängen runt Gunung Sawa Geunie är platt västerut, men österut är den kuperad. Runt Gunung Sawa Geunie är det ganska glesbefolkat, med 43 invånare per kvadratkilometer. I omgivningarna runt Gunung Sawa Geunie växer i huvudsak städsegrön lövskog.